# Dråjbäck
Dråjbäck är ett naturreservat i Älvdalens kommun i Dalarnas län.
Området är naturskyddat sedan 2012 och är 64 hektar stort. Reservatet ligger i en sydsluttning där flera bäckar rinner fram, med Dråjbäck som den största. Reservatet består mest av tallskog med insprängda myrar.